# محمد فيليبوفيتش
محمد فيليبوفيتش (ولد في 3 أغسطس 1929 في بانيا لوكا، يوغوسلافيا وتُوفي في 25 فبراير 2020) هو سياسي وكاتب ومؤرخ بوسني. وهو واحد من أبرز الفلاسفة البشناق. في عام 1960 تخرج من كلية الآداب وحصل على الدكتوراه. في شبابه شارك في الجيش في عام 1945. كان يعمل أستاذا في كلية الفلسفة في جامعة سراييفو. وقد نشر ستة وخمسين كتاباً ترجمت إلى لغات أخرى.
يعتبر فيليبوفيتش واحداً من الأكاديميين البشناق الرواد في أواخر القرن العشرين وأوائل القرن الحادي والعشرين.

## العمل السياسي
محمد فيليبوفيتش هو مؤسس وزعيم المنظمة البوسنية الإسلامية.
خلال الحرب البوسنية، كان سفيرا لدى المملكة المتحدة.